# لندرك (كورنوال)
لندرك (بالإنجليزية: Landrake)‏ هي قرية تقع في المملكة المتحدة في كورنوال. يقدر عدد سكانها بـ 1,082 نسمة .